# Luc Wiseman
Pour les articles homonymes, voir Wiseman.
Luc Wiseman est un producteur québécois qui était président de Avanti Groupe.

## Biographie
En 1984, il fonde sa propre compagnie et réalise de nombreuses publicités et documentaires corporatifs. Il met également son talent au service de Juste pour rire pour la production d’émissions diffusées au Canada et à l’étranger. De 1984 à 1990, il collabore à plusieurs dizaines d’émissions de variétés mettant en vedette des artistes comme Céline Dion, Gilles Vigneault, Félix Leclerc, Claude Dubois, Jean-Pierre Ferland, Diane Dufresne, Ginette Reno, Charles Trenet, Charles Aznavour, Léo Ferré, Serge Gainsbourg, Jane Birkin et Francis Cabrel.
C’est en 1990 qu’il devient actionnaire d’Avanti Ciné Vidéo, la boîte derrière les grands succès que sont La Petite Vie, Un gars, une fille, Catherine, Les Détecteurs de mensonges, Piment fort et depuis maintenant 14 ans, Tout le monde en parle.
Propriétaire unique depuis 2000, il perpétue la tradition de qualité de la maison tout en lui insufflant le dynamisme et l’innovation qui engendreront un imposant catalogue. Parmi les plus récents titres de la boîte : De garde 24/7, Mes petits malheurs, Mon ex à moi, Le Berceau des anges, Malenfant, Ti-Mé show et Les 5 prochains. À l’international, l’entreprise pave la voie à l’exportation des formats québécois avec Un gars, une fille (Love Bugs) qui, avec 29 adaptations, détient toujours la palme du meilleur format de fiction de l’histoire de la télévision internationale.
Depuis 2004, il est également actionnaire de Sardine Productions, une maison spécialisée en animation, qui est à l’origine du succès international, My Gold Fish is Evil / Mon PoiSon rouge, ainsi que des séries Léon, Manon, Mia, Toonmart Marty et Chop Chop Ninja.
En 2005, il met sur pied, un département consacré à la production de spectacles sur scène et à la gérance d’artistes, ajoutant à l’offre culturelle de l’entreprise. Avanti compte ainsi dans ses rangs les humoristes Dominic et Martin, Jean-François Mercier, Pierre Hébert, Katherine Levac, Fred Dubé et David Beaucage.
Il s’implique activement dans toutes les sphères de l’industrie culturelle par le biais d’associations et d’organismes, notamment au conseil d’administration de l'Association québécoise de la production médiatique (AQPM) et de l'École nationale de l'humour.
Le 21 mai 2021, il est visé par un mandat d’arrestation pour agression sexuelle sur une personne mineure et production de pornographie juvénile pour des événements déroulés entre 2018 et 2021. Le 28 juillet 2022, il plaide coupable à une accusation d'attouchements sexuels sur une adolescente de 12 ans.

## Filmographie
- 1997 : Un gars, une fille (série télévisée)
- 2001 : Chick'n Swell (série télévisée)
- 2003 : 3X Rien (série télévisée)
- 2004 : Smash (série télévisée)
- 2004 : Tout le monde en parle (talk-show)
- 2006 : Casino (série télévisée)
- 2011 : Les 5 prochains (série documentaire)
- 2015 : De garde 24/7 (série documentaire)
- 2015 : Mon ex à moi (série télévisée)
- 2016 : Mes petits malheurs (série télévisée)
- 2016 : Piment Fort (émission de variétés)